# Religia w Krzeszowicach
Religia w Krzeszowicach – artykuł przedstawia historię działalności wspólnot wyznaniowych działających na terenie Krzeszowic i ich gminy.

## Historia

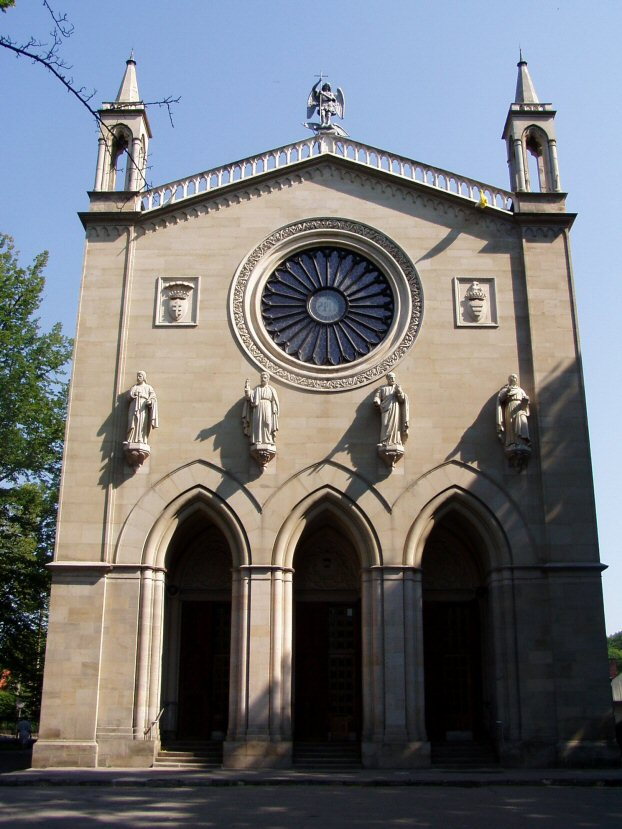
Kościół św. Marcina w Krzeszowicach

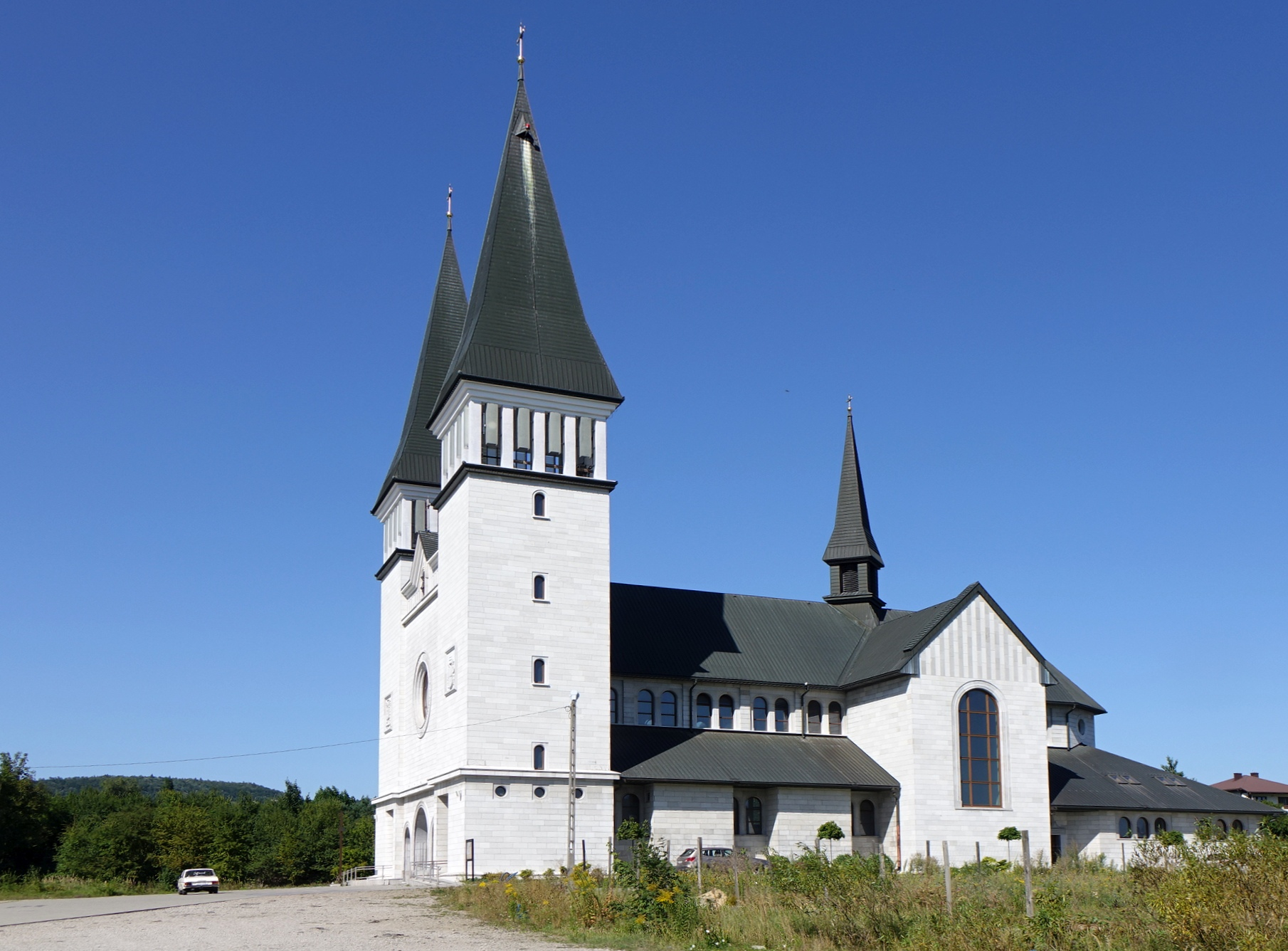
Kościół św. Jana Pawła II w Krzeszowicach

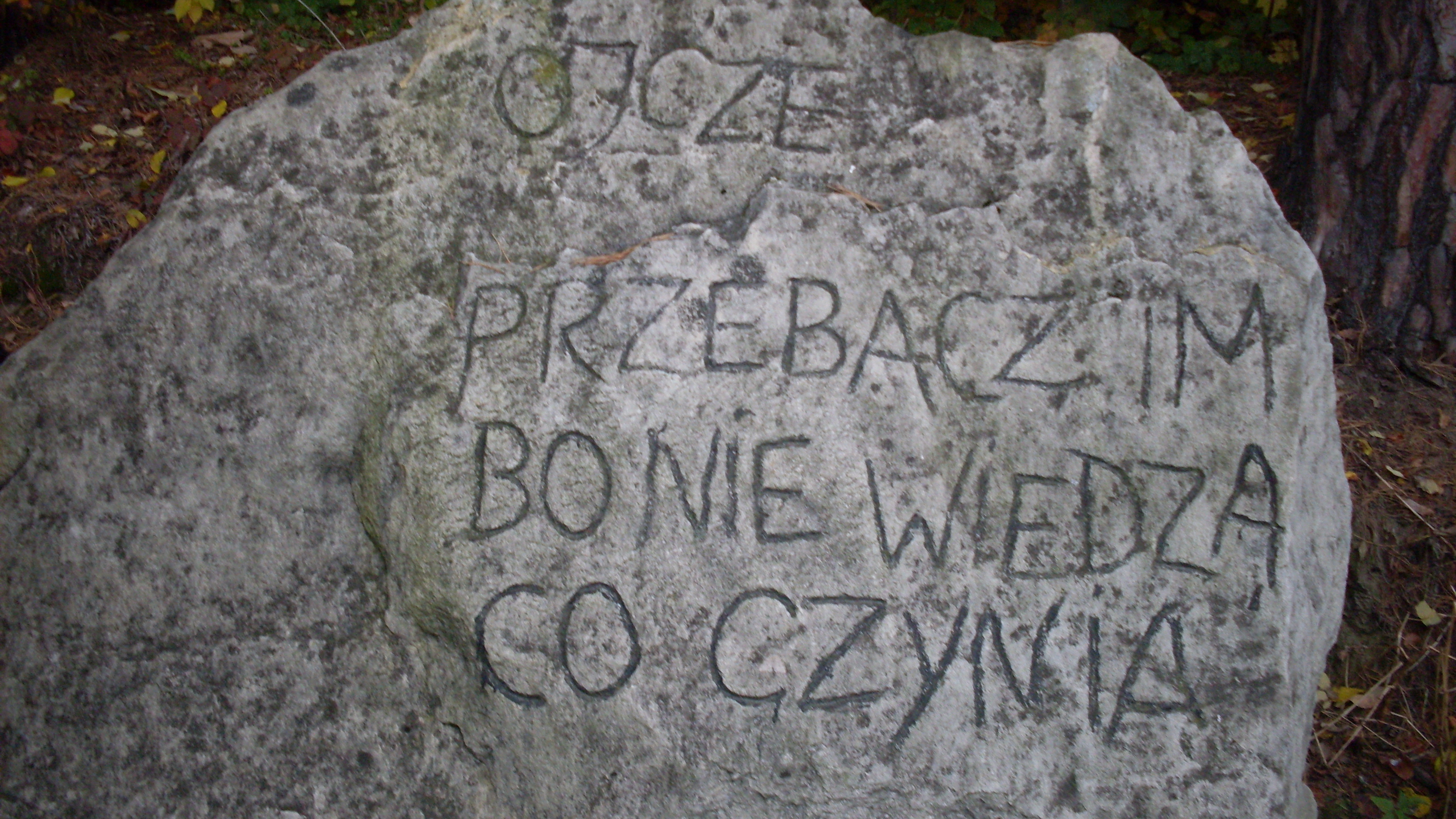
Wyryty cytat biblijny z Ew. Łukasza 23:34 na głazie w Dolinie za Żbikiem

Pierwsza wzmianka o kościele w Krzeszowicach pochodzi z 1337 roku, kiedy prawdopodobnie istniał tu już kościół. Według Długosza w drugiej połowie XV wieku w Krzeszowicach stał drewniany kościół pw. św. Marcina. Kontrowersje pomiędzy proboszczami o przynależność parafialną wsi ciągnęły się latami, np. podczas wizytacji z 1598 roku zanotowano, że o zwierzchnictwo nad Pisarami spierali się plebani z Rudawy i Paczółtowic. W XVII w. karmelici z klasztoru w Czernej żyli w zatargu z miejscowymi dziedzicami, które – zdaniem tych mnichów – prawie jedną jaskinią łotrowską stały. Zakazali swoim poddanym z innych wiosek pod karą pieniężną jakichkolwiek kontaktów z mieszkańcami Radwanowic. W księgach parafii rudawskiej zanotowano w roku 1597 imię prostytutki Katarzyny, działającej przy tamtejszej łaźni. Mnisi nie mogąc ścierpieć, że ich poddani, głównie bogaci kamieniarze z klasztornych kamieniołomów marmurów, obracają się w jej towarzystwie uważali, że zamiast odbywać grzeszne wizyty u niej, mogli posiedzieć w klasztornej karczmie przy piwie. Mnisi narzekali, że ich poddani zamiast trunku przystojnego i posiedzenia uczciwego, kartami się o pieniądze bawią. Hazardzistów karano surowo – wymierzano im po 30 postronków plag w obecności gromady.
W 1644 roku doszło do gorszącego, wieloletniego procesu pomiędzy karmelitami z Czernej a plebanem w Paczółtowicach o kamieniołom marmuru w Dębniku. Pustelnicy nie chcieli się zgodzić na darowizny tamtejszych mistrzów kamieniarskich dla plebana. Przeor karmelitów o. Ksysus, wtargnął do domu mistrza i ukradł dobytek, by on nie trafił na paczółtowską plebanie. Aż do roku 1805 klasztor był pustelnią i wierni nie mieli do niego wstępu. Po wyłączeniu kościoła spod klauzury Czerna stała się miejscem kultu św. Rafała Kalinowskiego i Matki Boskiej Szkaplerznej, której obraz znajduje się w kościele. Kościół pobierał dziesięciny, meszne i inne opłaty. Na tym tle często dochodziło do krwawych konfliktów, zwłaszcza gdy ktoś był biedny, a pleban bezwzględnie żądał należności.
W roku 1832 i w latach 1840–1844 powstał neogotycki kościół według projektu K.F. Schinkla, którego wykańczanie trwało do roku 1874. We Frywałdzie wybudowano w 1863 roku kapliczkę, w której chrzczono dzieci, a także dorosłych.
W latach 1581–1625, z inicjatywy dziedzica Adama Świerczowskiego, kościół w pobliskiej Sance był zborem kalwińskim.

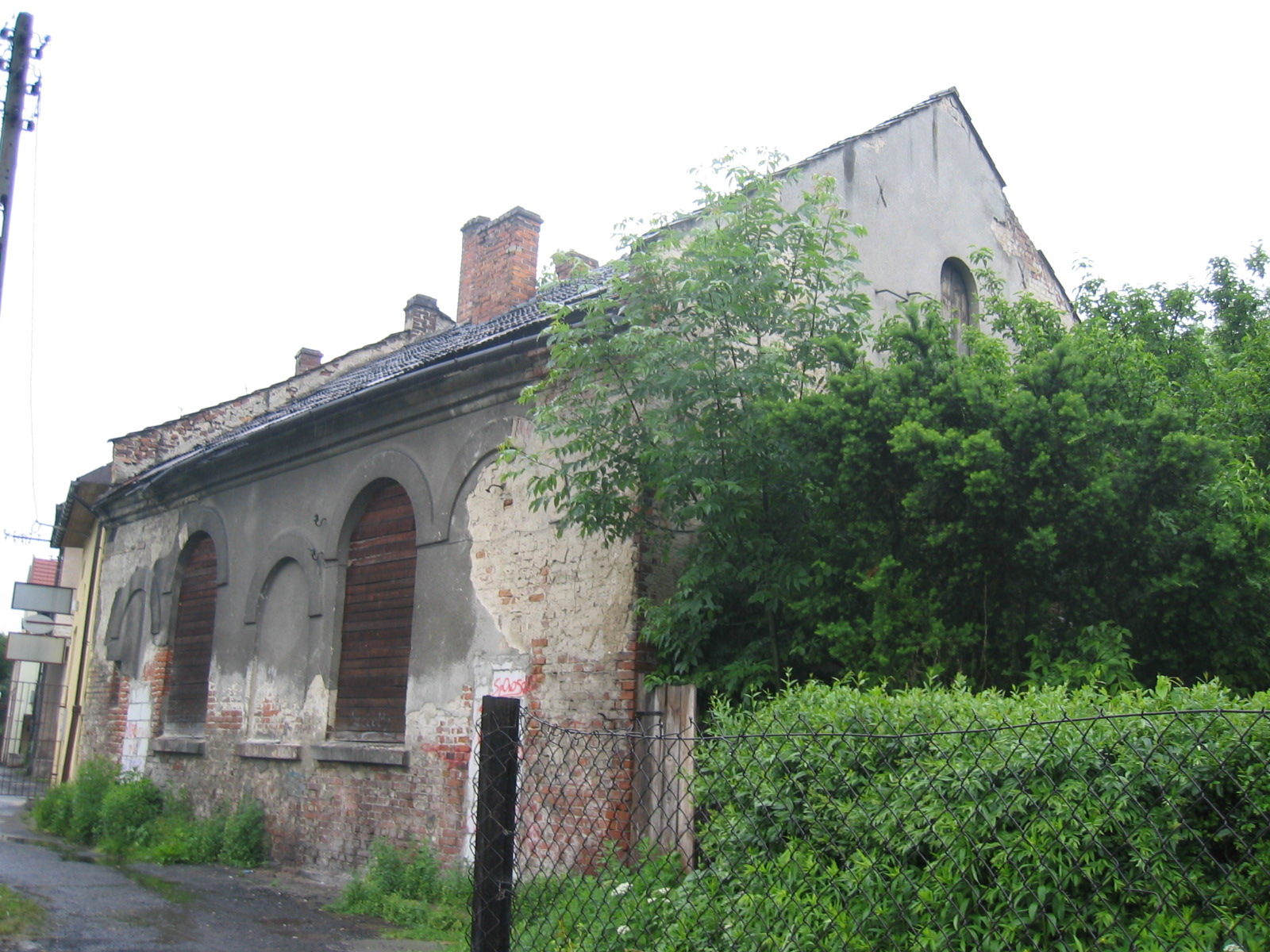
Była synagoga w Krzeszowicach (ul. Wąska 4)

Pod koniec XIX wieku przy ulicy Wąskiej 1 jako modlitewnia dla żydowskich kobiet powstała synagoga. Po wojnie budynek przebudowano na potrzeby remizy strażackiej. Powstała też druga synagoga została zbudowana pod koniec XIX wieku, jako modlitewnia przeznaczona wyłącznie dla mężczyzn wyznających judaizm (przy ul. Wąskiej 4). W Krzeszowicach znajdował się także dom modlitwy Towarzystwa Bikur Cholim. Podczas II wojny światowej hitlerowcy zdewastowali wnętrze synagogi. Po zakończeniu wojny została przystosowana do potrzeb magazynu, a potem prywatnej rozlewni napojów. Obecnie wykorzystywana jest jako ośrodek kulturalny.
Od początku XX wieku ich liczba Żydów systematycznie wzrastała, w 1880 roku było ich 118, w 1990 roku 330, a w 1920 roku 506. W Krzeszowicach na początku XX wieku powstawały i działały organizacje żydowskie. Po 1925 roku działały: syjonistyczne stowarzyszenie „Judea” (powstałe w maju 1926 roku), związek młodzieży „Akiba” (założone w 1927 roku), Komitet Lokalny Organizacji Syjonistycznej (założony w 1929 roku), tymczasowy komitet Zrzeszenia Kobiet Żydowskich WIZO (założony w 1929 roku), Komitet Związku Żydów Uczestników Walk o Niepodległość Polski, organizacja młodzieżowa „Betar”, syjonistyczna organizacja oświatowa „Tarbut”, Żydowskie Towarzystwo Gimnastyczne „Makkabi”. W okresie międzywojennym miejscowi Żydzi stanowili ok. 20% ogółu mieszkańców. W 1921 roku było w mieście 2409 katolików, 12 ewangelików, 1 grekokatolik oraz 506 wyznawców judaizmu, którzy w czasie II wojny światowej zostali wysiedleni z miasta (głównie do Skawiny), a wielu zginęło w obozach koncentracyjnych. We wrześniu 1939 roku władzę z rąk hitlerowców objął Bruno Kochański. Znany był z antysemickich zachowań i nieprzychylności Żydom. Większość rodzin żydowskich została wyrzucona z Krzeszowic w 1941 roku, a pozostali w lipcu 1942 roku. Kochański nawet po wysiedleniu ludności żydowskiej, zaczął na własną rękę poszukiwania korzeni żydowskich u niektórych mieszkańców Krzeszowic i zaczął prowadzić przeciw nim dochodzenie.
Po II wojnie światowej we Frywałdzie był niewielki zbór Wolnych Badaczy Pisma Świętego, a grupa ich wyznawców istniała również w okolicach Nowej Góry. 23 czerwca 1946 roku jedna z konwencji odbyła się w Miękini. Grupy te w późniejszych czasach przestały istnieć, a wielu ich członków zostało Świadkami Jehowy.
W latach 40. XX wieku powstała pierwsza grupa Świadków Jehowy. W latach 90. XX wieku powstały Sale Królestwa w Krzeszowicach, w pobliskim Rudnie i w Nowej Górze – (Łanach). Obecnie na terenie gminy działają trzy zbory, liczące około 300 głosicieli.
13 listopada 2015 roku odbyła się konsekracja nowego kościoła św. Jana Pawła II w Krzeszowicach. W sierpniu 2016 roku z okazji zakwaterowania ponad 4000 pielgrzymów na Światowe Dni Młodzieży 2016 odsłonięto pamiątkowe głazy.

## Kościół rzymskokatolicki

### Krzeszowice
Krzeszowice są siedzibą dekanatu Krzeszowice w skład którego wchodzi 14 parafii Kościoła rzymskokatolickiego, w tym dwie w mieście: parafia św. Marcina i parafia św. Jana Pawła II.
- parafia św. Marcina.
  - Historia. Została utworzona przed rokiem 1325. Kościół św. Marcina w Krzeszowicach wybudowany w latach 1832–1844, konsekrowany w roku 1874. Mieści się przy ulicy Grunwaldzkiej 1[12].
- Dom Księży Misjonarzy – Centrum Duchowości Rodziny Wincentyńskiej „Vincentinum”, ul. Nowa Wieś 8.
  - Historia. 20 maja 2007 roku Franciszek Macharski w kaplicy pw. św. Wincentego a Paulo poświęcił Ośrodek, który należy do Polskiej Prowincji Zgromadzenia Księży Misjonarzy. W ogrodzie znajduje się Kaplica św. Stanisława Biskupa, która mieści się na zapleczu zachodniej części parku pałacowego. Została wybudowana w 1875 roku przez pokojowego hrabiów Potockich – Tomasza Dudkowskiego[13].
- Dom Sióstr Miłosierdzia. ul. Nowa Wieś 59.
  - Historia. Na zaproszenie hrabiny Krystyny Potockiej szarytki przybyły do Krzeszowic w dniu 11 października 1909 roku. Rozpoczęły one prowadzenie ochronki od 1910 roku. W 1958 roku przedszkole przejął Caritas, nadal było jednak prowadzone przez zakonnice. W latach 1962–1991 istniało w nim przedszkole państwowe. Od tamtego roku ponownie przez zakonnice.
- parafia św. Jana Pawła II.
  - Historia. Została utworzona w 2012 roku dekretem Stanisława Dziwisza. Kościół św. Jana Pawła II w Krzeszowicach zaczęto budować w 2009 roku. Mieści się przy ulicy Żbickiej 43.

### Pozostałe miejscowości

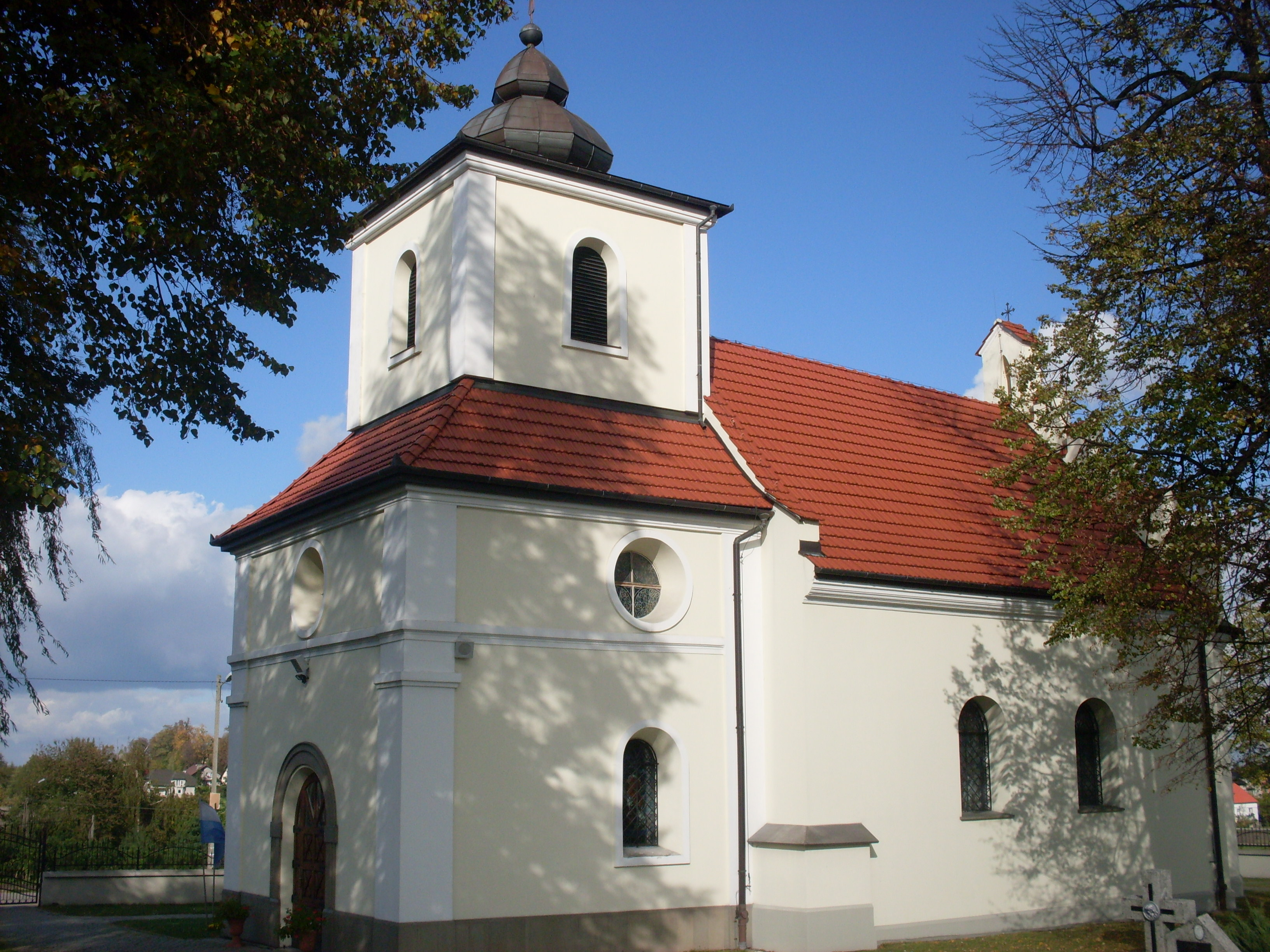
Sanka – w latach 1581–1625, kościół był zborem kalwińskim

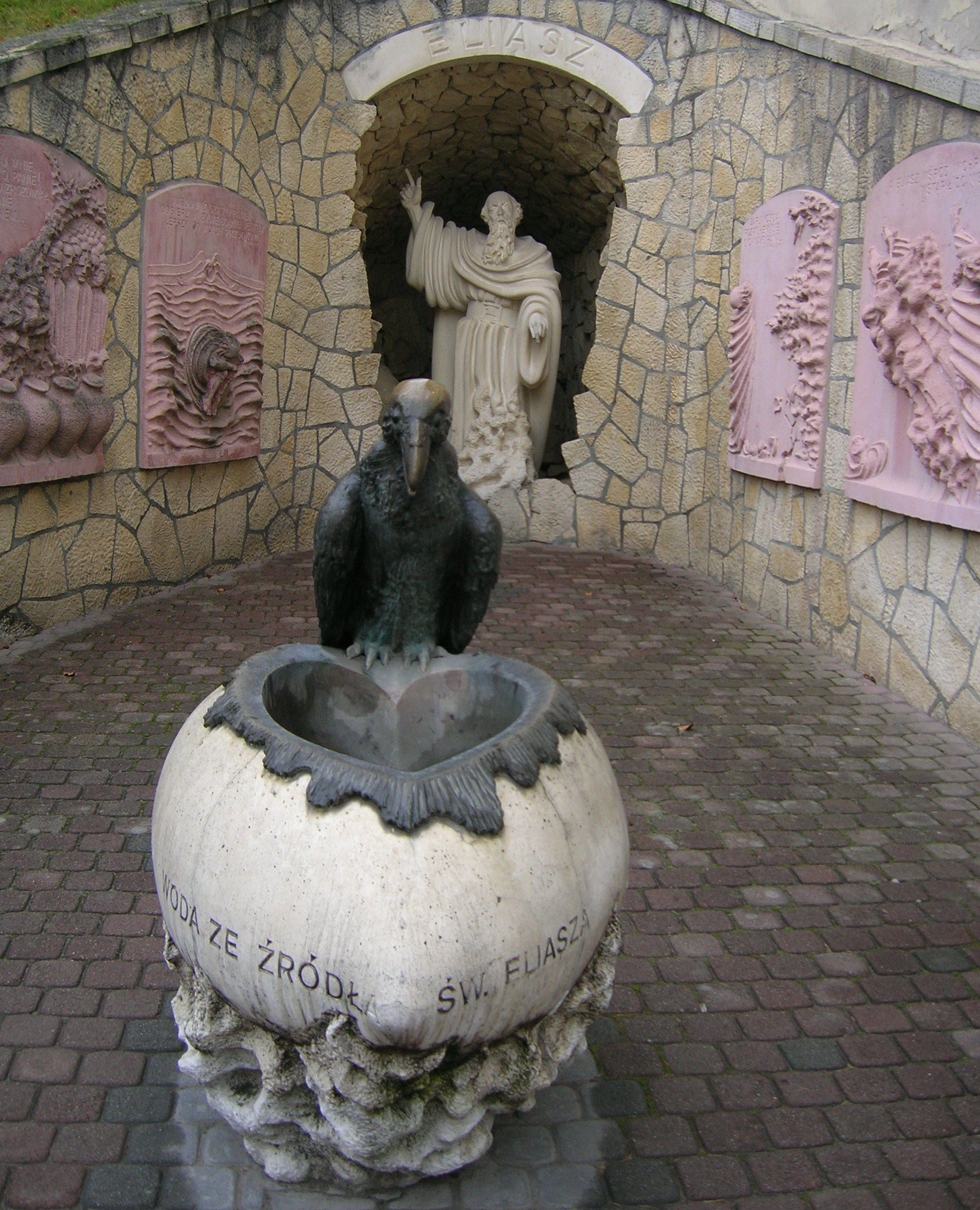
Woda ze źródła Eliasza oraz figura i płaskorzeźby z historii biblijnej Eliasza na terenie klasztoru w Czernej

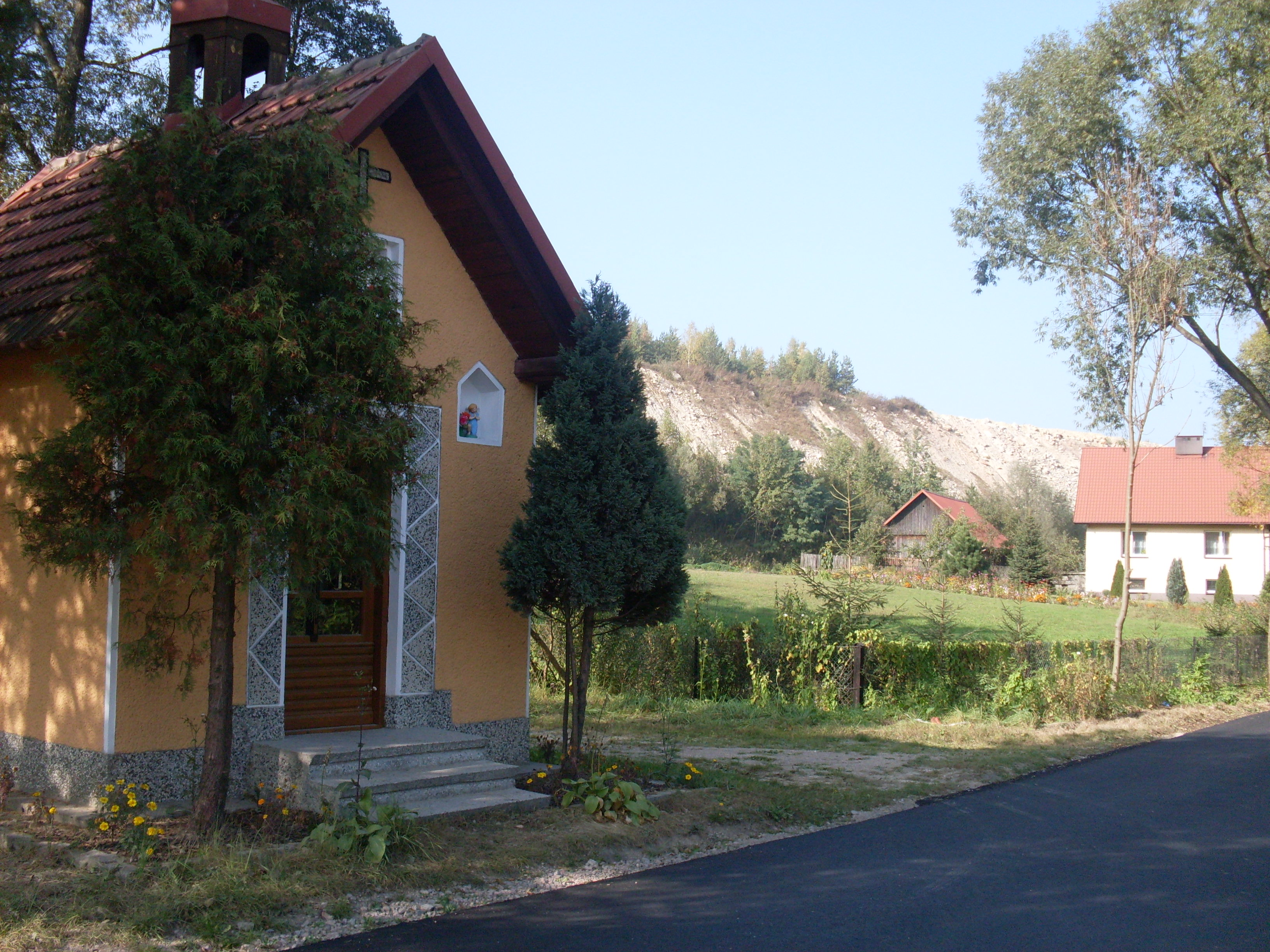
Kapliczka we Frywałdzie z 1863 r., w której niegdyś chrzczono dzieci, a także dorosłych

- Parafia Wniebowzięcia NMP – Filipowice
  - Rozpoczęcie budowy kościoła na bazie istniejącej kaplicy rozpoczęto 19 marca 1950 roku, a 17 lutego 1952 roku wydano dekret o utworzeniu miejscowej parafii. 6 września 1953 roku została erygowana.
- Parafia Podwyższenia Krzyża Świętego – Nawojowa Góra. Erygowana w 1952 roku
- Parafia Zesłania Ducha Świętego – Nowa Góra. Erygowana w 1313 roku.
- Parafia św. Faustyny Kowalskiej – Ostrężnica. Erygowana w 1999 roku. Konsekracja kościoła miała miejsce 1 października 2005 roku.
- Parafia Nawiedzenia NMP – Paczółtowice. Erygowana w 1335 roku. Zabytkowy gotycki drewniany kościół typu zaskrzynieniowowięźbowego.
- Parafia św. Jakuba Apostoła – Sanka. Erygowana przed 1335 rokiem. Kościół św. Jakuba Apostoła z XVII w. (wcześniejszy zbór kalwiński).
- Parafia św. Katarzyny – Tenczynek. Erygowana została w XIV wieku Swoim zasięgiem obejmuje wsie Tenczynek i Rudno. Opiekę nad nią sprawują księża diecezjalni.
  - Kościół św. Katarzyny w Tenczynku. Najstarsze wzmianki o kościele drewnianym pochodzą z 1598 roku. Znaczne jego modyfikacje rozpoczęto w 1728. Kościół konsekrował 6 sierpnia 1748 sufragan krakowski, biskup Michał Ignacy Kunicki. 6 sierpnia 1998 roku, w 250. rocznicę konsekracji kościoła odbyła się uroczysta msza koncelebrowana. Filia: Kaplica pw. św. Rafała Kalinowskiego w Rudnie.
- Parafia św. Maksymiliana Kolbego – Wola Filipowska. Erygowana w 1980 roku.
  - W 1977 roku Karol Wojtyła poświęcił kamień węgielny oraz akt erekcyjny pod kościół. W tym samym roku Stanisław Smoleński poświęcił plac pod budowę. Została zakończona w 1983 roku, kiedy to dokonano konsekracji.
- Parafia św. Marii Magdaleny – Zalas
  - Neogotycki kościół parafialny wybudowany w latach 1905–1910, fundacji Potockich. Przy parafii działa jedyne w Polsce pokutne Bractwo św. Marii Magdaleny, zatwierdzone przez papieża Klemensa XI w roku 1710.
- Klasztor w Czernej
  - W klasztorze karmelitów bosych, w którym czczona jest Matka Boża Szkaplerzna i św. Rafał Kalinowski. Został ufundowany jako erem w 1629 roku przez Agnieszkę z Tęczyńskich Firlejową. Klasztor ma plan czworoboku o wymiarach 70 × 70 m, w centrum którego znajduje się kościół. Do zabudowań przylega cmentarz. Kompleks znajduje się w Dolinie Eliaszówki i niemal z wszystkich stron otacza go leśny rezerwat przyrody Dolina Eliaszówki. Nazwa doliny pochodzi od płynącego jej dnem potoku Eliaszówka. Druga nazwa doliny – Dolina Eliasza – pochodzi od imienia biblijnego proroka Eliasza, którego imię nosił ojciec duchowny Klasztoru w Czernej znajdującego się na zachodnich zboczach doliny. Dawniej na terenie doliny istniało kilkanaście pustelni, obecnie istnieje jeszcze odnowiona pustelnia św. Agnieszki i kilka ruin innych pustelni. W dolinie jest kilka źródeł: ocembrowane źródło proroka Eliasza, źródło proroka Elizeusza (miejsce to ma symbolizować biblijny teren nad potokiem Kerit (Dolina Kerit), gdzie prorok mieszkał w grocie, pił wodę ze źródła i był karmiony przez kruki[14]) i źródło św. Józefa.
- Dom Sióstr Miłosierdzia w Tenczynku
  - W 1885 roku zakupiono od gminy tenczyńskiej grunt pod budowę Domu Sióstr Miłosierdzia św. Wincentego a Paulo.
- Dom Sióstr Najświętszej Duszy w Siedlcu
  - W 1766 roku karmelici bosi postawili w Siedlcu dwór. 30 października 1947 roku dwór wydzierżawiło, a następnie kupiło Zgromadzenie Sióstr Najświętszej Duszy Chrystusa Pana z Krakowa.
- Dom Sióstr Karmelitanek Dzieciątka Jezus w Czernej
  - Pierwsze cztery siostry zakonne przybyły do Czernej w maju 1938 roku, a w sierpniu tego samego roku rozpoczęły się systematyczne serie rekolekcji zamkniętych.

## Świadkowie Jehowy
Historia. Początki działalności na terenie gminy to druga połowa lat 40. XX wieku. Pierwsza grupa Świadków Jehowy z Krzeszowic początkowo (lata 50. XX w.) uczęszczała na zebrania do Nowej Góry, gdzie już istniała grupa Świadków Jehowy, którą zainteresowali Biblią Świadkowie Jehowy z Trzebini. Grupa Świadków Jehowy powstała również w Tenczynku. Do 1989 roku młodzi mężczyźni za odmowę odbycia służby wojskowej byli skazywani na kary więzienia m.in. w zakładach karnych w Krakowie, Wadowicach i Trzebini.
W latach 1969–1980 tzw. konwencje leśne organizowano na polanach leśnych w okolicach Krzeszowic. W latach 60. XX wieku powstał zbór Nowa Góra-Ostrężnica. Wiosną 1969 roku powstał w Krzeszowicach samodzielny zbór. W roku 1984 z krzeszowickiego zboru został wydzielony drugi zbór – Tenczynek. Od roku 1986 krzeszowicki zbór korzystał z zebrań w tymczasowej sali na osiedlu Ćmany. W latach 90. XX wieku oddano do użytku Sale Królestwa w Łanach (1987), w Rudnie (1990) i w Krzeszowicach (1995). W 1994 roku w trzech zborach na Pamiątce było obecnych na terenie gminy ponad pół tysiąca osób. W 2013 roku wdrożono program świadczenia publicznego na terenie poszczególnych zborów z pomocą wózków z bezpłatną literaturą biblijną. We wrześniu 2023 roku utworzono dwa zbory: Krzeszowice–Wschód oraz Krzeszowice–Zachód.
Zbory:
- zbór: Krzeszowice–Zachód i Krzeszowice–Wschód, Sala Królestwa – Krzeszowice, ul. Kościuszki 49;
- zbór: Ostrężnica, Sala Królestwa – Nowa Góra–Łany, ul. Polna 6.

## Kościół Zielonoświątkowy w RP
- Zbór Kościoła Zielonoświątkowego „Słowo Życia” w Krzeszowicach, ul. Floriana 3[20].

Historia. Zbór powstał w 1993 roku jako ostatni z siedmiu nowych zborów powstałych ze zboru „Betlejem” w Krakowie.